# Diakoniewerk Halle

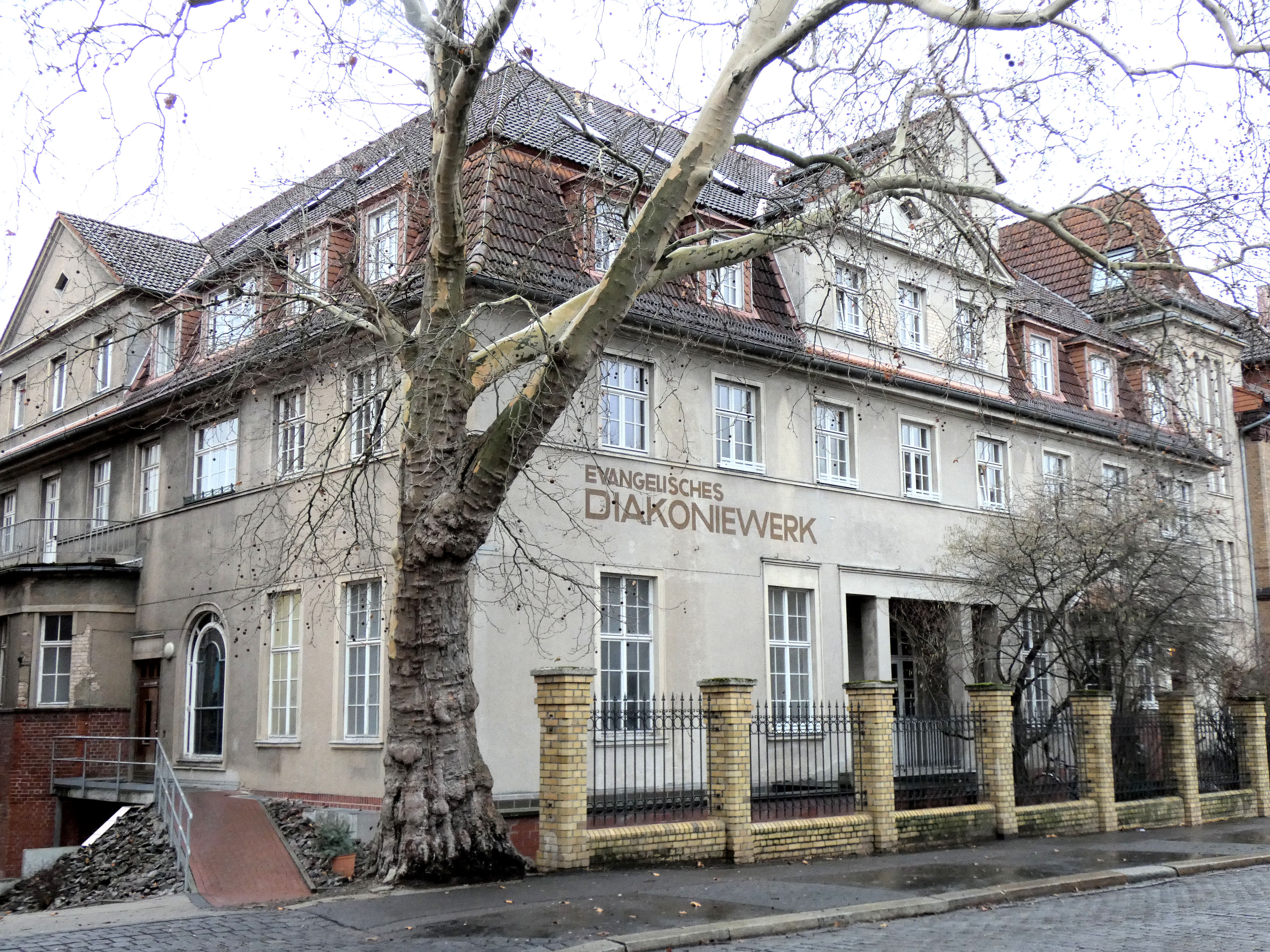
Das heutige Mutterhaus, Anbau von 1929

Das Diakoniewerk Halle, Nachfolger der Diakonissenanstalt Halle,  war bis 2024 eine eigenständige soziale Einrichtung, die als kirchliche Stiftung bürgerlichen Rechts organisiert war. Am 1. Juli 2024 folgte die Zulegung der Stiftung zum Diakonissenhaus Teltow. Damit gingen der Betrieb des Krankenhauses, von zwei Altenpflegeheimen, einem Wohnheim für Menschen mit Behinderung sowie der seit 1991 zugehörigen Poli Reil an das Diakonissenhaus Teltow über. Ebenso wurden die im März 2014 erworbenen Gesellschaftsanteile an der Christlichen Akademie für Gesundheits- und Pflegeberufe Halle übernommen. 
Das Diakoniewerk Halle war Mitglied im Kaiserswerther Verband.

## Geschichte

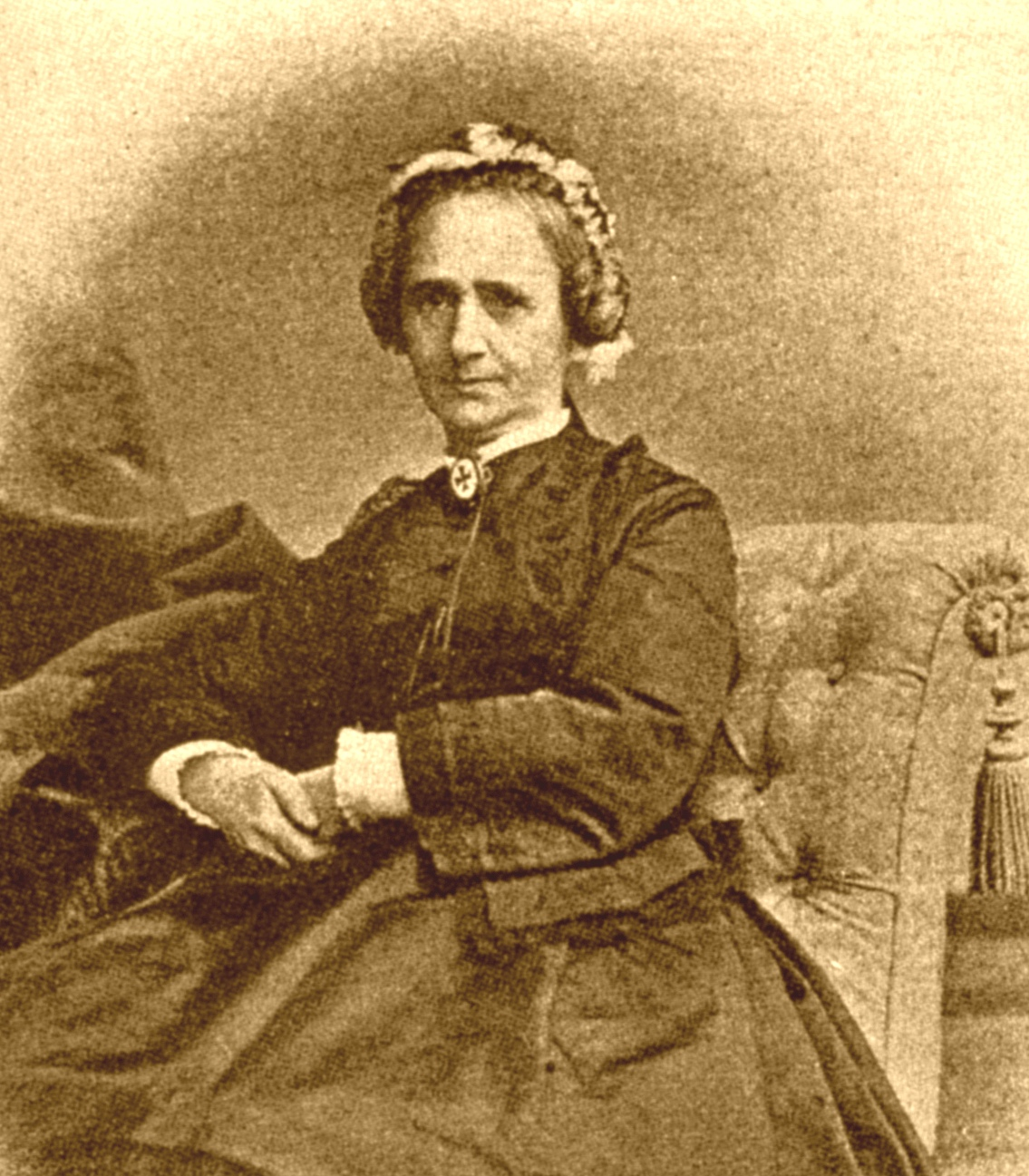
Mathilde Tholuck, Initiatorin und Mitgründerin der Diakonissenanstalt Halle. Die von ihr getragene Haube ist einer Rüschenhaube ähnlich

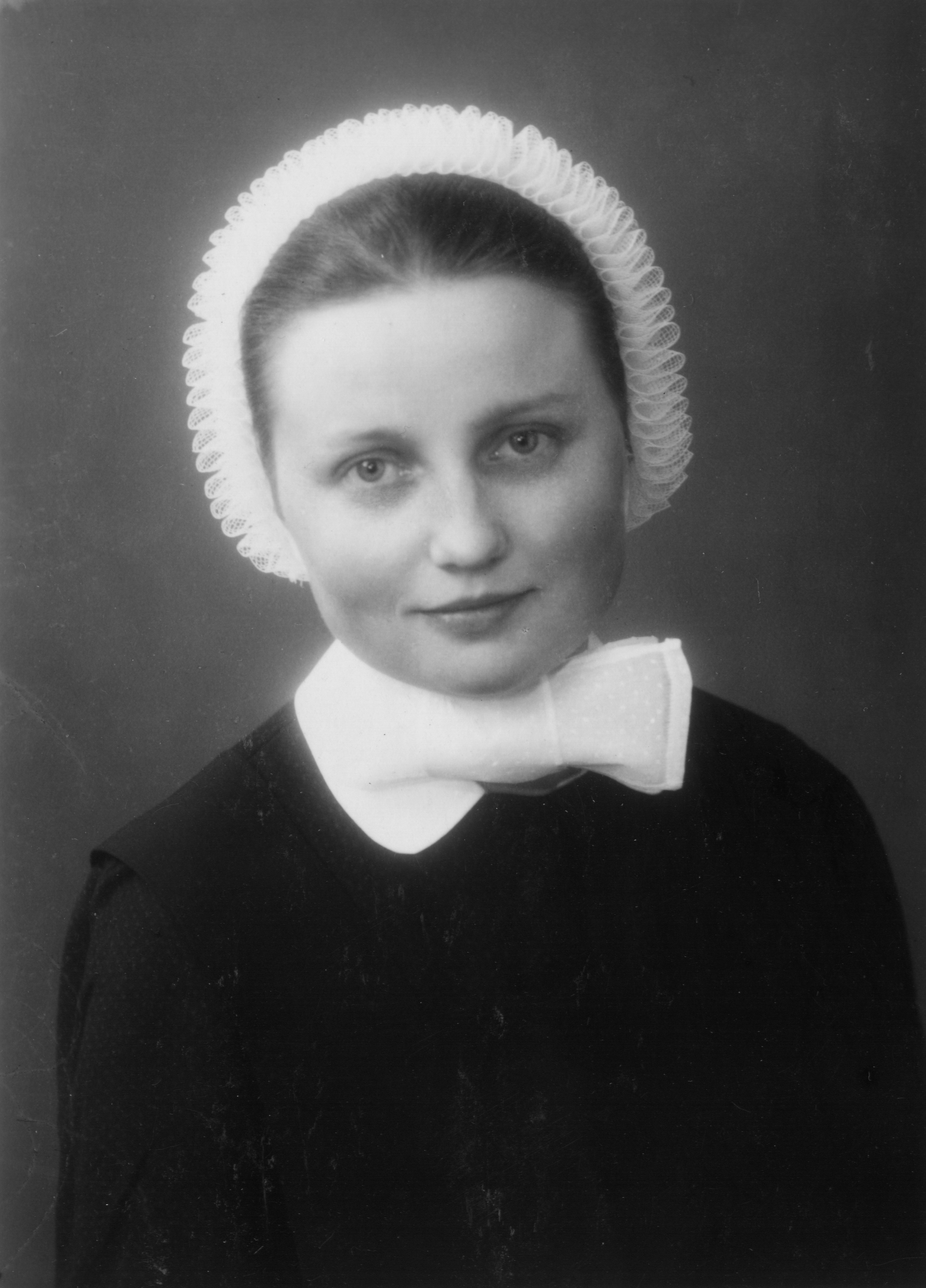
Die traditionelle Rüschenhaube der Novizinnen und Diakonissen, in der Diakonissenanstalt Halle getragen bis in die 1970er Jahre

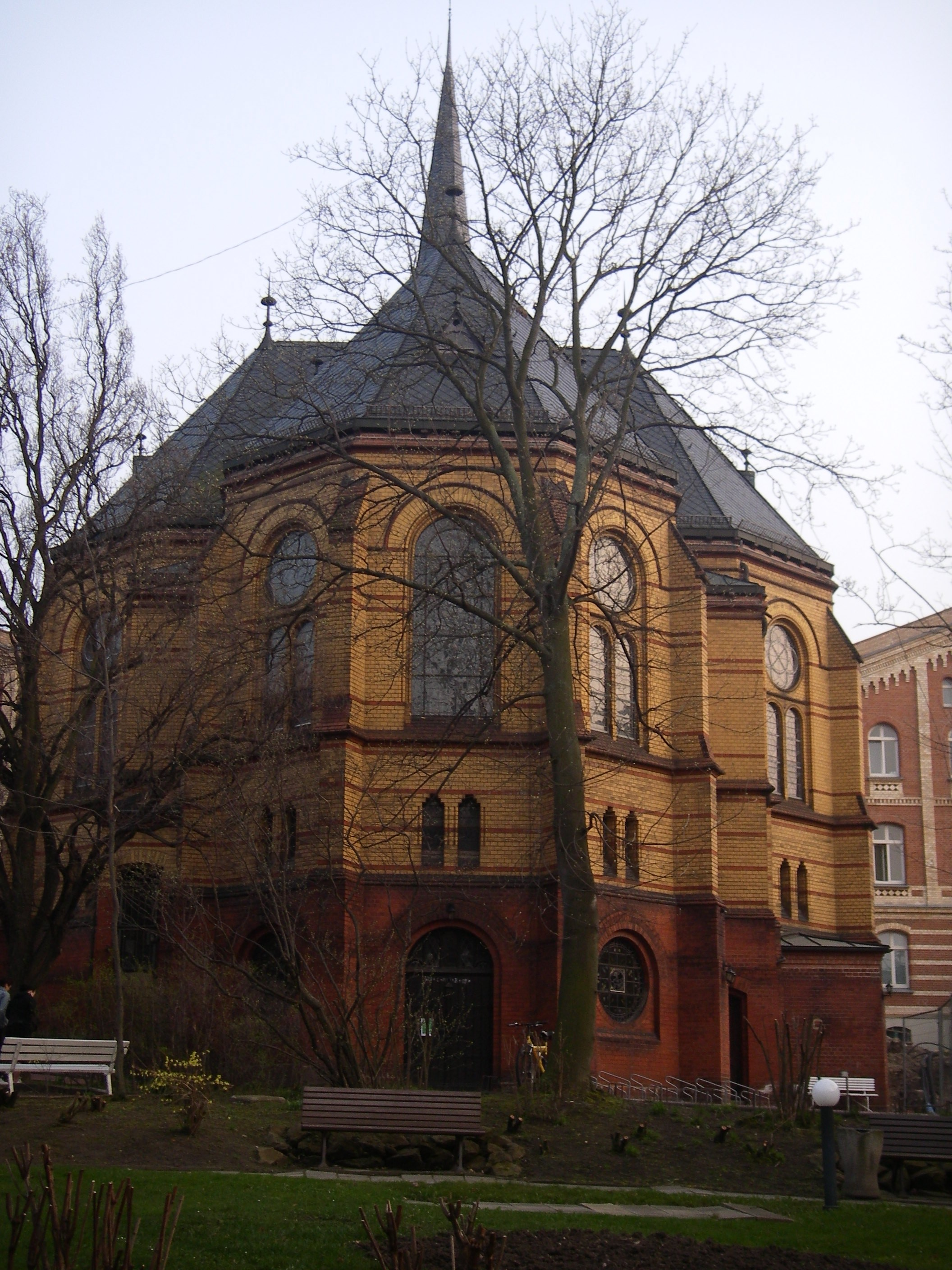
Kirche im Diakoniewerk

Am 6. Juli 1857 wurde die Diakonissenanstalt mit der Weihung des Mutterhauses gegründet. Die Gründung erfolgte auf Initiative von Mathilde Tholuck, Ehefrau des halleschen Theologie-Professors August Tholuck, die sich an der Arbeit des Diakonissenhauses in Kaiserswerth orientierte. 1868 wurde am heutigen Standort am Mühlweg ein Neubau als erstes modernes Großkrankenhaus Halles eröffnet. In dem dreigeschossigen Gebäude waren neben Patientenzimmern auch eine Apotheke, sowie Wohnungen für die Hausgeistlichen, Diakonissen, Büros, Wirtschaftsräume und eine Kapelle untergebracht.
Im Jahr 1872 wurde Pastor Otto Jordan mit der geistlichen und wirtschaftlichen Leitung der Diakonissenanstalt betraut. Er übte diese Funktion 44 Jahre lang bis 1916 aus und war damit maßgeblich für die weitere Ausrichtung und Entwicklung der Einrichtung verantwortlich. Er trieb vor allem den Ankauf weiterer Grundstücke voran und warb dafür um die Gunst neuer finanzieller Wohltäter. In seiner Amtszeit entstanden zahlreiche neue Gebäude, so an der Lafontainestraße 1883 das Martinstift, das von Beginn an als Altenheim konzipiert war; 1886 folgte das Pfarr- und Feierabendhaus für Diakonissen, das spätere Mutterhaus.
Seit 1877 entsandte das Diakonissenhaus Halle Diakonissen zur Unterstützung in das Augusta-Viktoria-Stift Erfurt. Die Aufgaben der entsandten Diakonissen bestand in der Leitung des Hauses sowie Ausbildung von Schwestern vor Ort. Diese Zusammenarbeit währte bis in das Jahr 2003.
1893 erhielt die Diakonissenanstalt eine eigene Kirche, die von Friedrich Fahro nach dem Wiesbadener Programm entworfen wurde. Die neogotische Inneneinrichtung ist bis heute fast vollständig erhalten. 1908 erhielt die Kirche eine neue Orgel. 1918 wurde der Anstaltsgemeinde das Parochialrecht zuerkannt.
Zu Anfang des 20. Jahrhunderts folgten zahlreiche weitere Neubauten, unter anderen eine Wäscherei (1903), ein Kindergärtnerinnen- und Hortnerinnen-Seminar (1908), eine Hauswirtschaftsschule (1911), ein Säuglingsheim (1911) sowie der Jugendhof mit Kinderhort und Kindergarten (1914). Im Juni 1929 wurde der Erweiterungsbau des ehemaligen Pfarr- und Feierabendhauses an der Lafontainestraße fertiggestellt und als neues Mutterhaus eingeweiht. Die Schwesternschaft der Diakonissen erlebte in diesen und den folgenden 20 Jahren ihre Blütezeit. Bis kurz nach Ende des Zweiten Weltkriegs gehörten mehr als 400 Diakonissen, Novizinnen, Probeschwestern und Diakonissenschülerinnen zum halleschen Mutterhaus.
Am 5. Juli 1945 beschlagnahmte die Rote Armee das Krankenhaus (Mühlweg 7) mit seinen 360 Betten und betrieb darin ein eigenes Lazarett. Es war neben dem Königin-Elisabeth-Hospital des Berliner Diakonissenhaus die einzige Enteignung eines Mutterhauses nach dem Krieg. Mitarbeitende und Patienten wurden im Gartenkrankenhaus und im Mutterhaus untergebracht. Das ebenfalls beschlagnahmte Kinderkrankenhaus musste aus dem Haus Mühlweg 6 in das Gebäude des Kindergartens- und horts (Lafontainestraße 16) verlegt werden. Die Anzahl der Betten hatte sich damit von insgesamt 440 Betten auf 100 Erwachsenen- und 60 Kinderbetten reduziert.
Zwischen 1948 und Ende der 1990er Jahre etablierte sich das Mutterhaus der Diakonissenanstalt als ein wichtiges Zentrum der Kirchenpolitik. Hier fanden regelmäßig die Synoden der Kirchenprovinz Sachsen statt. Zum ersten Mal tagte die Synode am 12. Oktober 1948 im Mutterhaus.
In den 1960er Jahren ging die Anzahl der Diakonissen stark zurück. Neueinsegnungen wurden seltener. Im Jahr 1978 wurde die letzte Diakonisse eingesegnet. Parallel dazu verringerten sich auch die Mitgliedszahlen der evangelischen Gemeinden im Osten Deutschlands. 1982, zum 125-jährigen Bestehen der Diakonissenanstalt, erfolgte die Umbenennung der Einrichtung in Evangelisches Diakoniewerk Halle. Damit einher gingen strukturelle Veränderungen, unter anderem die Einrichtung einer Vertretung der Mitarbeitenden. Dieser Prozess wurde wesentlich vom damaligen Rektor Reinhard Turre begleitet und im engen Austausch mit Verantwortlichen des Kaiserswerther Verbands der Bundesrepublik vollzogen.

### Ab 1990

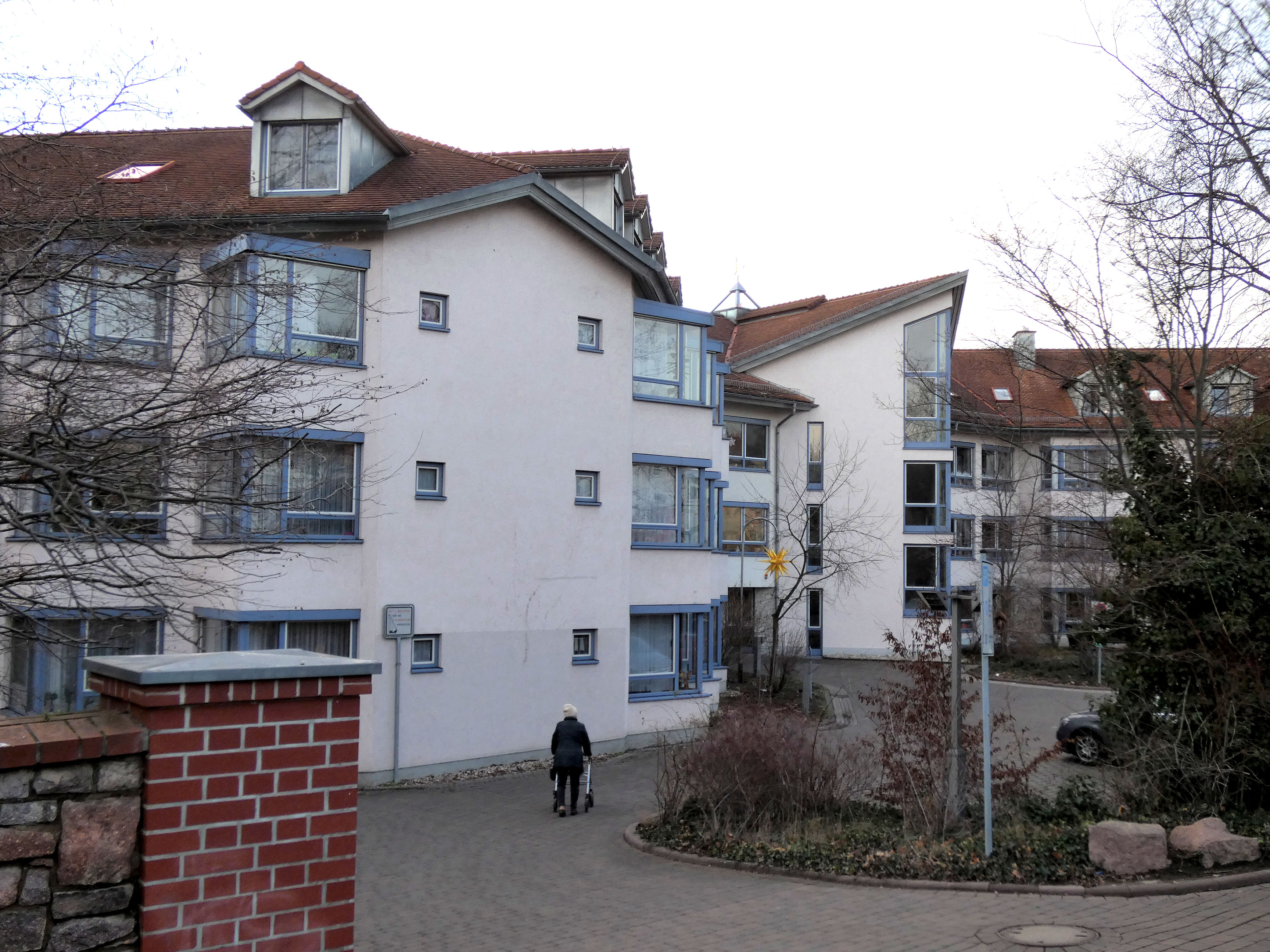
Johannes-Jänicke-Haus

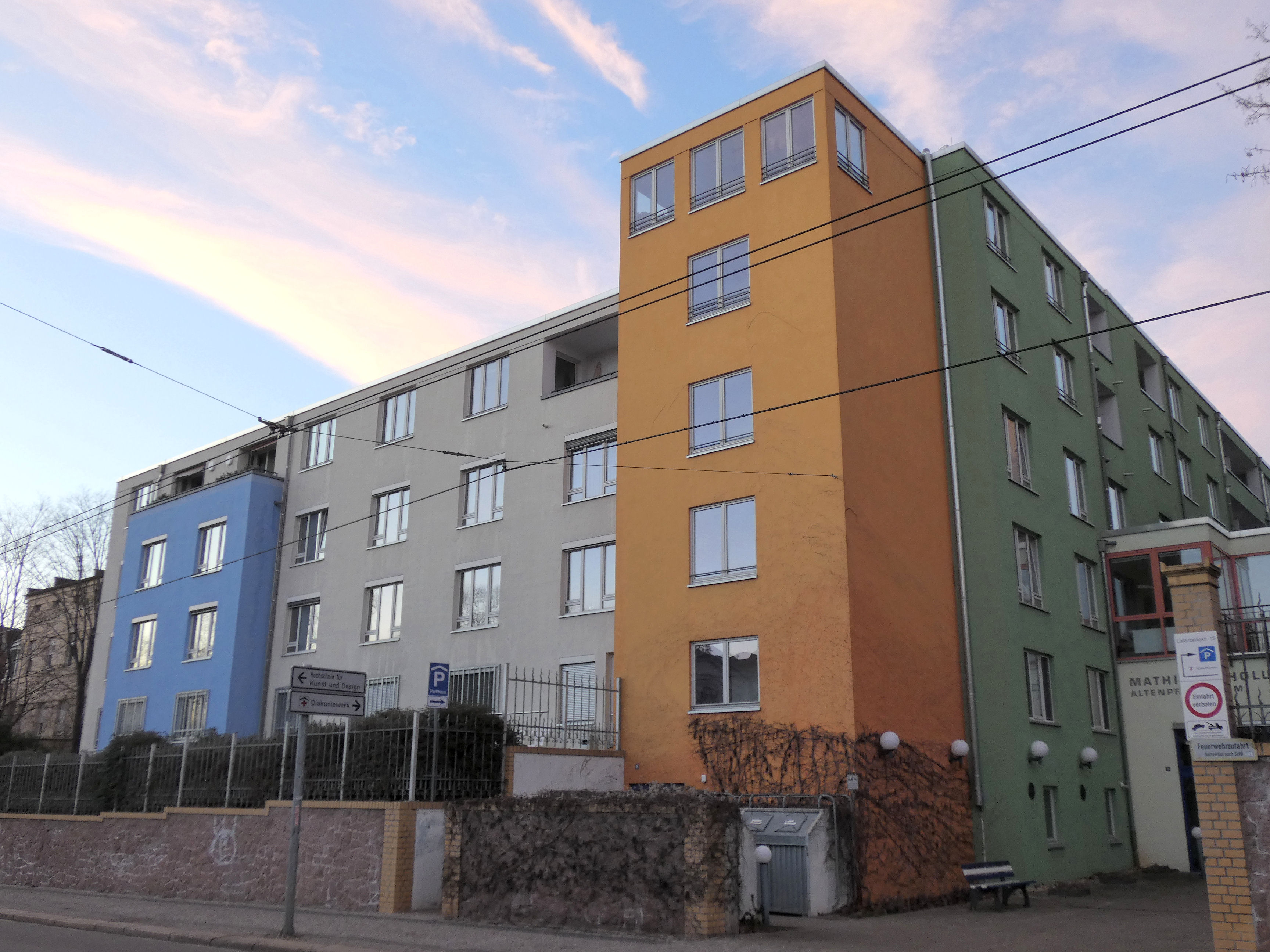
Mathilde-Tholuck-Haus

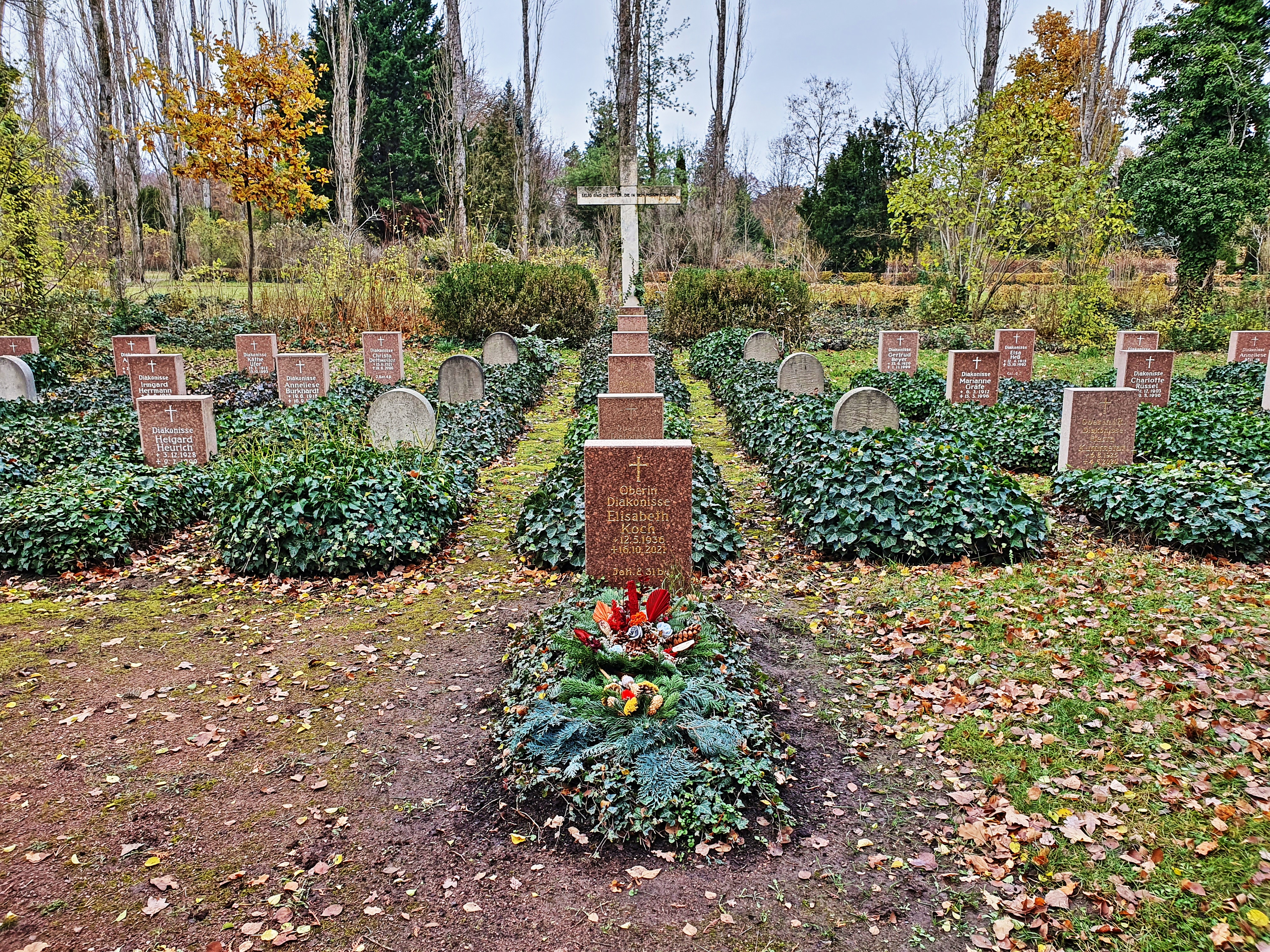
Gräberfeld der Diakonissen, eröffnet 1928, auf dem Gertraudenfriedhof in Halle (Saale) im Jahr 2023

Nach der Wiedervereinigung Deutschlands wurde 1991 das beschlagnahmte Krankenhaus an die Stiftung zurückgegeben. Gemeinsam mit dem Diakoniewerk Kaiserswerth wurde eine gemeinnützige GmbH gegründet, welche die bis dahin eigenständige Poli Reil übernahm. Später stieg das Diakoniewerk Kaiserswerth aus der GmbH aus, so dass das Diakoniewerk Halle bis heute alleiniger Gesellschafter ist. 
Zum 1. Januar 1993 übernahm das Diakoniewerk die Trägerschaft sowie das Gebäude der Hautklinik Harz, die bis dahin dem staatlich geführten Bezirkskrankenhaus Halle angehörte.
Neben der professionellen Betreuung und Pflege von kranken bzw. alten Menschen ist das Diakoniewerk seit den frühen 1990er Jahren sehr aktiv bei der Förderung bürgerschaftlichen Engagements. Im Juli 1993 gründete sich im Martinstift die Regionalgruppe Halle des Deutschen Sozialwerks, im Jahr 1999 war das Diakoniewerk Gründungsmitglied der Freiwilligenagentur Halle.
1996 erhielt die Einrichtung ihren heutigen Namen. Am 28. April 1996 wurde das Johannes-Jänicke-Haus eingeweiht, das ein Altenpflegeheim beherbergt. Finanziert wurde der Neubau aus Mitteln des Landes Sachsen-Anhalt, des Bundes und der Stadt Halle. Darüber hinaus wurden auch Gelder aus Lotteriefonds, des Diakonischen Werks der EKD sowie aus Eigenmittels und Spenden eingesetzt. Der Name des Hauses würdigt Bischof Johannes Jänicke, der auch in Halle aktiv war und als Kuratoriumsvorsitzender des Diakoniewerks wirkte. Die Innengestaltung wurde von Studierenden der Burg Giebichenstein Kunsthochschule Halle konzipiert und umgesetzt.
Im Jahr 1996 wurden außerdem im Bethcke-Lehmann-Haus ein Wohnheim für Menschen mit Behinderung und eine Kindertagesstätte neu eingerichtet.
2002 wurde das Ausbildungszentrum für Pflegeberufe gegründet, in dem die verschiedenen Ausbildungsangebote zusammengefasst angeboten wurden.
Zwischen 2004 und 2009 wurden neue Gebäude auf dem Gelände des Diakoniewerks errichtet. Mit dem Mathilde-Tholuck-Haus wurde 2004 ein weiteres Altenpflegeheim in Betrieb genommen, konzipiert für Menschen mit Demenzerkrankung. Das Gartenkrankenhaus wurde 2006 durch einen Funktionstrakt ersetzt, der sowohl neue OP-Säle und eine Intensivstation wie auch ein Radiologisches Zentrum und eine Notaufnahme beherbergt. 2009 wurde ein neues Bettenhaus eingeweiht.
Im März 2014 wurde das Diakoniewerk Halle zum Gesellschafter der Christlichen Akademie für Gesundheits- und Pflegeberufe Halle. Mit dieser Beteiligung wurde das eigene Ausbildungszentrum aufgelöst und die dort angebotenen Ausbildungen in eine neue Trägerschaft überführt.
Während der Corona-Pandemie 2020/21 wurde zwischen März und April 2020 in der Poli Reil ein Fieberzentrum und ein Drive-In zur Testung auf Infektion mit dem Covid-19-Virus eingerichtet. Zu Hochzeiten wurden hier bis zu 150 Menschen täglich getestet. Im Januar 2021 wurde im Jordanhaus ein Impfzentrum eingerichtet.
Zuletzt waren im Diakoniewerk Halle etwa 600 Personen beschäftigt. Die bis Februar 2023 verbliebenen acht Diakonissen waren aus dem aktiven Dienst ausgeschieden und lediglich ehrenamtlich im Diakoniewerk tätig.

## Diakoniekrankenhaus

Erstes Bettenhaus 1868

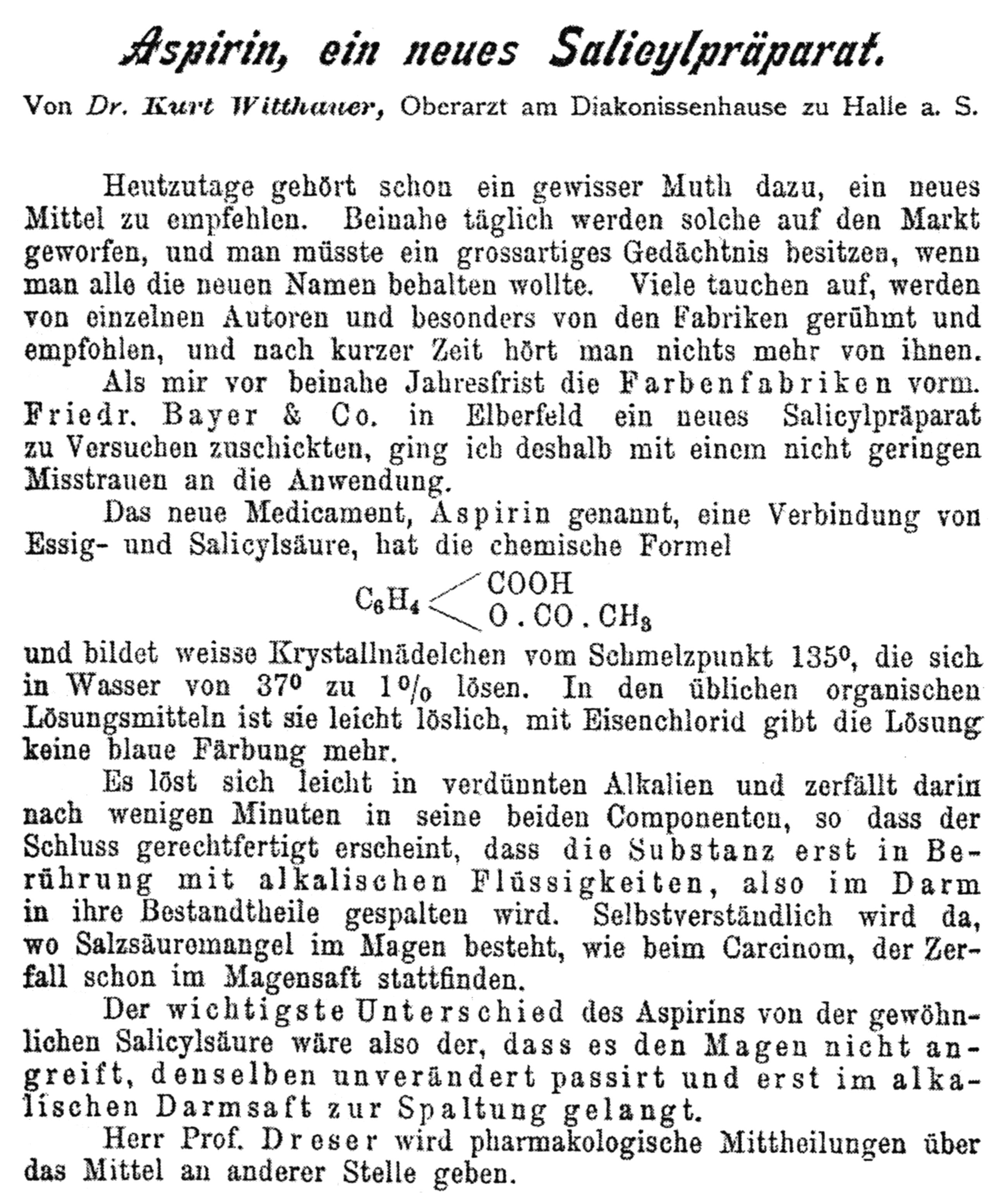
Studie von Kurt Witthauer zu Aspirin

Mit dem neu errichteten Bettenhaus am Mühlweg nahm 1868 das Krankenhaus seinen Betrieb auf. Erster allgemeiner Chefarzt des Krankenhauses war Barries.
Von Beginn an war das Krankenhaus nicht nur ein Ort der Pflege, sondern durch die dort wirkenden Ärzte auch für Wissenschaft und Forschung wichtig. Seit 1876 operierte Alfred Genzmer seine Patienten im Diakoniekrankenhaus. Er nahm die Listersche Lehre von der Antisepsis auf und führte wie auch in der Universitätsklinik die antiseptische Wundbehandlung ein. Als Professor an die Universität berufen, setzte er seine Lehren im Diakoniekrankenhaus in die Praxis um. 1894 wurde er Chirurgischer Chefarzt und behielt diese Position bis zu seinem Tod im Jahr 1912.
Als eines der ersten Krankenhäuser in Halle verfügte das Diakonissenkrankenhaus ab 1895 über ein Röntgenzimmer und war später eines der ersten mit einer kompletten Röntgenstation.
1898 testete der Internist Kurt Witthauer den Wirkstoff Acetylsalicylsäure an 50 Patienten und erforschte seine fiebersenkende und schmerzstillende Wirkung. Nach diesen Tests wurde der Wirkstoff unter der Marke Aspirin massenhaft hergestellt und in den Handel gebracht.
Zwischen 1945 und 1991 wurde das heutige Hauptgebäude des Krankenhauses als Lazarett der Roten Armee genutzt, die medizinische Versorgung der Bevölkerung war nur in Nebengebäuden wie dem Gartenkrankenhaus möglich, das im Jahre 2007 aufgrund des Neubaus des Bettenhauses abgerissen wurde.
Ab 1981 wurde Hans-Joachim Maaz zum Chefarzt der neu eingerichteten Klinik für Psychotherapie und Psychosomatik und entwickelte hier seinen eigenen Therapieansatz.
Ab 1995 wurde die Chirurgie neu strukturiert. Zunächst wurde durch Blumenstein eine eigenständige Klinik für Gefäßchirurgie gegründet, ab 1996 wurde unter Olaf Fischbeck eine thoraxchirurgische Abteilung etabliert. 1997 wurde die Klinik für Allgemein-, Viszeral- und Thoraxchirurgie mit Chefarzt Uwe Rose gegründet. Heute hat die Klinik ihren Schwerpunkt in enger Anbindung an das Universitätsklinikum Halle (Saale) auf dem Gebiet der Koloproktologie und bei der Behandlung von Darmkrebs.
Im Jahr 2001 wurde das Diakoniewerk Betreiber des Krankenhaus Wettin, welches in die Klinik für Innere Medizin integriert wurde. 2004 folgte auch der örtliche Wechsel des Angebotes an den Standort in Halle.
Seit 31. August 2019 ist das Krankenhaus als gemeinnützige GmbH wirtschaftlich eigenständig.
Heute ist das Krankenhaus ein Schwerpunktversorger mit Spezialisierung auf Geriatrie, Psychosomatik, Innere Medizin sowie Chirurgie. Mit dem Darmzentrum Diako betreibt das Krankenhaus ein zertifiziertes, interdisziplinär arbeitendes Organzentren. Das Krankenhaus verfügt über 199 Betten und 30 tagesklinische Plätze.
Das Diakoniekrankenhaus ist seit 1996 akademisches Lehrkrankenhaus der Martin-Luther-Universität Halle-Wittenberg.

## Diakonissendenkmal
Seit dem 18. November 2022 ehrt ein Diakonissendenkmal vor dem Diakoniekrankenhaus Halle die etwa 600 Frauen, die als Diakonissen in Halle seit 1857 gewirkt haben. Es wurde von der Künstlerin Anne Knödler (* 1985) aus Halle entworfen. Das Denkmal besteht aus zwei ca. 2 Meter hohen, gerahmten und über Eck aufgestellten Tafeln aus Echt-Antikglas, von denen eine die Silhouetten zweier als Diakonissen erkennbaren Schwestern zeigt. Die Farben eines Abendhimmels ziehen sich über beide Tafeln. „Das Glas für das Mosaik wurde auf traditionelle Weise mundgeblasen und im Glasstudio Derix in Taunusstein geschnitten und zusammengefügt.“

## Persönlichkeiten

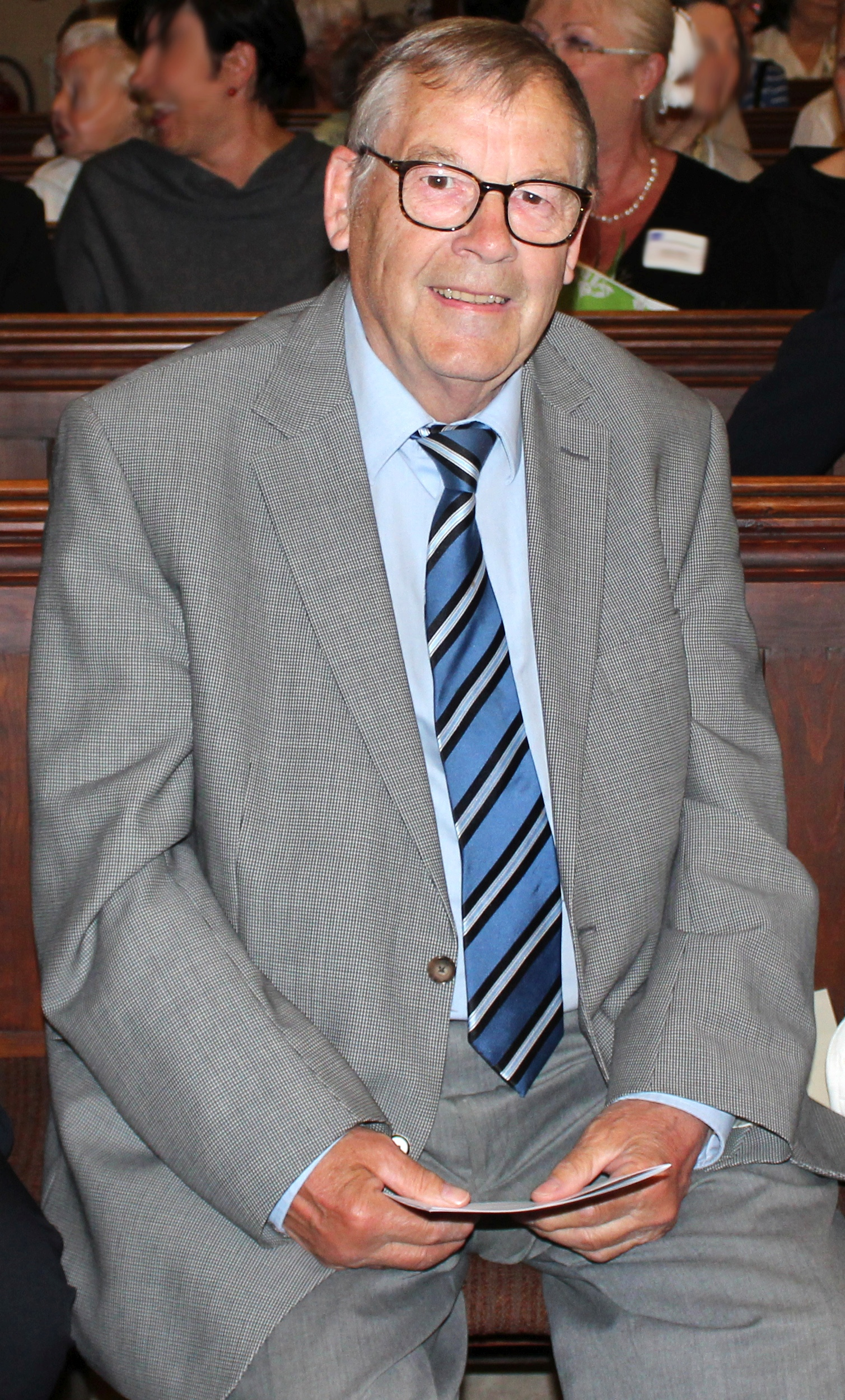
Reinhard Turre am 12. Mai 2016 in der Kirche des Diakoniewerks Halle

- Mathilde Tholuck (1816–1894), Initiatorin und Mitgründerin der Diakonissenanstalt Halle. Im Vorstand von 1857 bis 1863. Diente dem Haus in dessen ersten Jahren sozusagen als „Oberin“, ohne selbst Diakonisse zu sein.
- Ernst Kohlschütter, freiwilliger Arzt im Deutsch-Französischen Krieg 1870/71 (bis 1876)
- Ernst Blasius, unterstützender Chirurg (1871–1875)
- Wilhelm Rühlmann, Erbauer der im Diakoniewerk genutzten Orgeln (1879 und 1908)
- Kurt Witthauer, Internist und Chefarzt (1891–1911), testete im Diakoniekrankenhaus die Wirkung der Acetylsalicylsäure
- Alfred Genzmer, Chefarzt der Chirurgischen Abteilung (1894–1912)
- Friedrich Fahro, Architekt der Kirche im Diakoniewerk (1892/1893)
- Agathe Grote (* 4. Oktober 1859; † 21. Juni 1936 in Halle (Saale)), Oberin von 1904 bis 1931, betreute u. a. die im Ersten Weltkrieg eingesetzten Schwestern aus Halle an den Fronten[32]
- Adelheid von der Marwitz (* 14. August 1894 in Groß Kreutz; † 9. Dezember 1944 in Halle (Saale)),[33] Oberin von 1931 bis 1944 und Widersacherin der NS-Diktatur[34]
- Olga Fienbork (* 24. Juli 1894 in Halle (Saale); † 7. März 1985 ebenda),[35] Oberin von 1945 bis 1967 und aufrechte Streiterin gegen Bevormundungen der Diakonissenanstalt Halle durch Behörden der DDR[36]
- Johannes Jänicke, langjähriger Vorsitzender des Kuratoriums
- Reinhard Turre, Rektor (1975–1991)
- Hans-Joachim Maaz, Chefarzt der Klinik für Psychosomatische Medizin (1982–2008)
- Johann Schneider, Kuratoriumsmitglied seit 2012, Vorsitzender seit 2014
- Marco Tullner, Kuratoriumsmitglied seit 2016